# Constantin Langa-Rășcanu
Constantin Langa-Rășcanu a fost un diplomat român care a condus delegația română la Viena în anul 1924 la întâlnirea cu o delegație ruso-sovietică condusă de N.N. Krestinski pentru a discuta despre recunoașterea de către URSS a Unirii Basarabiei (RDM) cu România din 1918.